# Unione Sportiva Catanzaro 1929 2023-2024
Questa voce raccoglie le informazioni riguardanti l'Unione Sportiva Catanzaro nelle competizioni ufficiali della stagione 2023-2024.

## Stagione

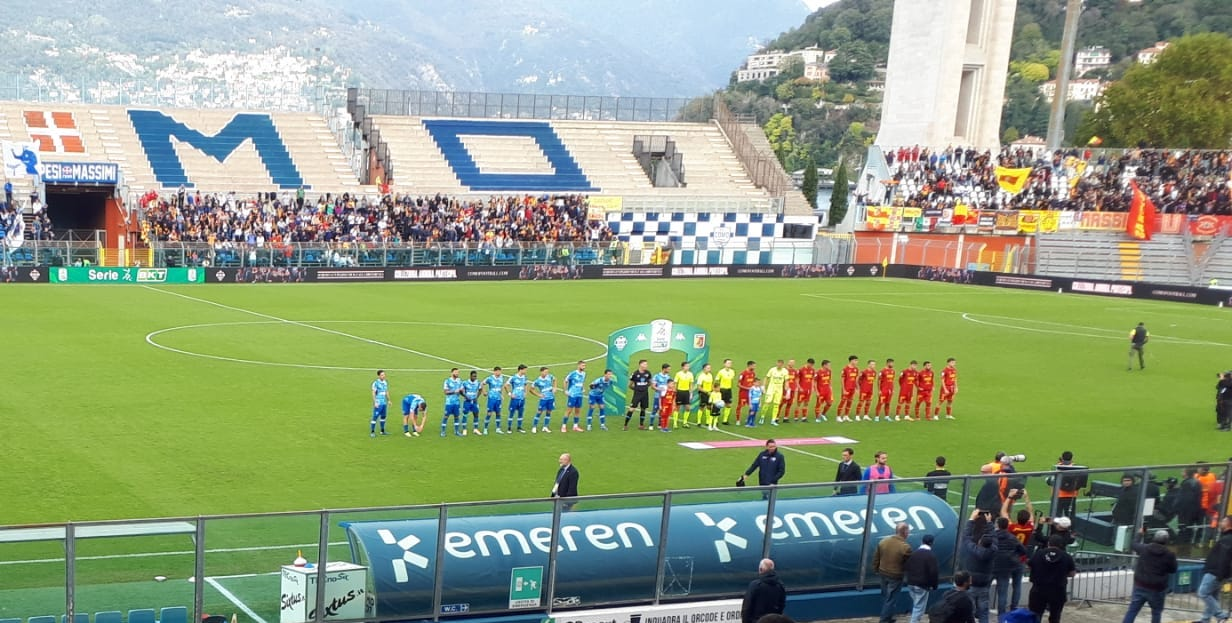
Como-Catanzaro, 28 ottobre 2023

La stagione 2023-2024 è stata per il Catanzaro la 29ª partecipazione nella seconda serie del Campionato italiano di calcio.
Ad inizio stagione, Pietro Iemmello, viene nominato nuovo capitano dei giallorossi.
La squadra ha svolto il ritiro precampionato dal 15 al 31 luglio 2023 a Cascia.
Il 23 luglio è stata disputata un'amichevole con la Fiorentina, terminata 3 a 0 per i viola.
Il 5 agosto, i giallorossi hanno battuto il Foggia 1 a 0 nel turno preliminare di Coppa Italia. L'11 agosto successivo, affrontano l'Udinese al Friuli, valido per i trentaduesimi, venendo sconfitti per 4 a 1 ed eliminati dalla competizione.
L'esordio in campionato è avvenuto il 19 agosto, allo stadio Giovanni Zini contro la Cremonese, incontro terminato 0 a 0.
La squadra conclude la stagione regolare al 5º posto, qualificandosi per i play-off.
Nel turno preliminare del 18 maggio, i giallorossi incontrano in casa il Brescia, che , dopo un 2 a 2 nei tempi regolamentari, sconfiggono per 4 a 2 nei tempi supplementari.
Nelle semifinali, arriva il doppio confronto con la Cremonese; la gara di andata, giocata al Ceravolo il 21 maggio, termina con un pari per 2 a 2. Nel match di ritorno, il 25 maggio, i giallorossi perdono per 4 a 1, venendo eliminati dai play-off e rimanendo in Serie B.

## Organigramma societario
Area direttiva
- Presidente: Floriano Noto[12]
- Direttore generale: Diego Foresti[13]

Collegio Sindacale
- Presidente: Francesco Muraca
- Sindaco: Luciano Pirrò, Caterina Caputo
- Supplenti: Andrea Aceto, Francesco Leone

Area comunicazione e marketing
- Responsabile Marketing: Salvatore Maiore
- Responsabile Comunicazione: Davide Lamanna
- Fotografo ufficiale: Luigi Silipo

Area organizzativa
- Segretario generale: Nazario Sauro
- Team Manager: Antonino Scimone[14]

Area tecnica
- Direttore sportivo: Giuseppe Magalini
- Allenatore: Vincenzo Vivarini
- Allenatore in seconda: Andrea Milani
- Allenatore Portieri: Fabrizio Zambardi
- Preparatore Atletico: Antonio Del Fosco
- Match analyst: Massimo Carcarino
- Collaboratore tecnico: Raffaele Talotta

Area Sanitaria
- Responsabili Staff Medico: Dott. Giuseppe Bova
- Medici Sociali: Dott. Maurizio Caglioti, Dott. Giuseppe Stillo[16]
- Osteopata: Felisiano Villani
- Fisioterapista: Bruno Berardocco

## Divise e sponsor
Per la stagione 2023/2024 i Main Sponsor del Catanzaro saranno Master Coop e Guglielmo Caffè, il Back Sponsor sarà Principe srl, mentre lo sponsor tecnico sarà EYE Sport. Bencivenni Auto SPA sarà co-sponsor, affiancando gli altri sponsor durante la stagione, mentre Main Solution sarà lo sleeve sponsor.
L'azienda Dole Italia è Official Supplier.
| Casa | Trasferta | Terza divisa | Portiere |

## Rosa
Tratto dal sito ufficiale della società.

In corsivo i calciatori ceduti a stagione in corso.

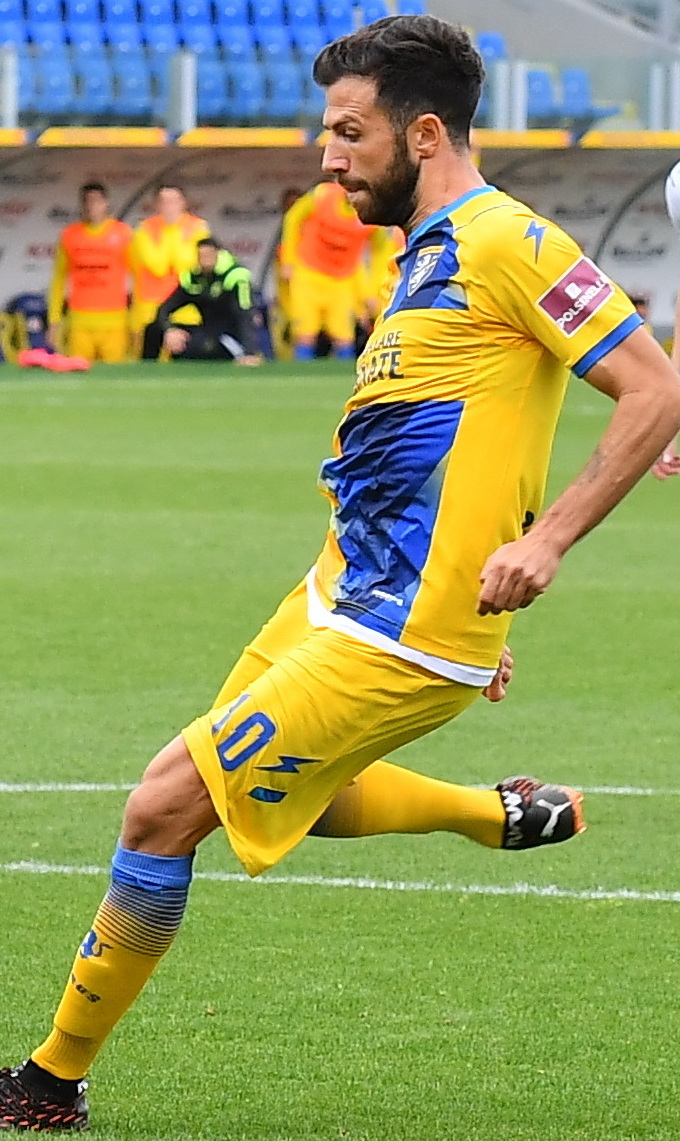
Pietro Iemmello, alla sua prima stagione da capitano.

Rosa aggiornata al 1º febbraio 2024
| N. |                     | Ruolo | Calciatore                 |
| -- | ------------------- | ----- | -------------------------- |
| 1  | Italia (bandiera)   | P     | Andrea Fulignati           |
| 4  | Brasile (bandiera)  | D     | Matias Antonini            |
| 5  | Bulgaria (bandiera) | D     | Dimo Krastev               |
| 6  | Ghana (bandiera)    | C     | Nana Welbeck               |
| 7  | Italia (bandiera)   | C     | Luca D'Andrea              |
| 8  | Italia (bandiera)   | C     | Luca Verna                 |
| 9  | Italia (bandiera)   | A     | Pietro Iemmello (capitano) |
| 10 | Italia (bandiera)   | C     | Alessio Curcio             |
| 10 | Italia (bandiera)   | C     | Jacopo Petriccione         |
| 14 | Italia (bandiera)   | D     | Stefano Scognamillo        |
| 16 | Italia (bandiera)   | P     | Andrea Sala                |
| 17 | Italia (bandiera)   | A     | Enrico Brignola            |
| 18 | Italia (bandiera)   | C     | Andrea Ghion               |
| 19 | Italia (bandiera)   | A     | Matteo Stoppa              |
| 20 | Italia (bandiera)   | C     | Simone Pontisso            |
| 21 | Italia (bandiera)   | C     | Marco Pompetti             |

| N. |                     | Ruolo | Calciatore         |
| -- | ------------------- | ----- | ------------------ |
| 22 | Italia (bandiera)   | P     | Edoardo Borrelli   |
| 23 | Italia (bandiera)   | D     | Nicolò Brighenti   |
| 24 | Grecia (bandiera)   | C     | Dīmītrios Sounas   |
| 25 | Italia (bandiera)   | A     | Francesco Bombagi  |
| 27 | Belgio (bandiera)   | C     | Jari Vandeputte    |
| 28 | Italia (bandiera)   | A     | Tommaso Biasci     |
| 30 | Italia (bandiera)   | A     | Alessandro Viotti  |
| 32 | Slovenia (bandiera) | D     | Luka Krajnc        |
| 33 | Italia (bandiera)   | C     | Andrea Oliveri     |
| 40 | Italia (bandiera)   | A     | Gabriel Rafele     |
| 44 | Italia (bandiera)   | D     | Kevin Miranda      |
| 70 | Italia (bandiera)   | A     | Giuseppe Ambrosino |
| 72 | Italia (bandiera)   | D     | Davide Veroli      |
| 77 | Grecia (bandiera)   | C     | Panos Katserīs     |
| 92 | Croazia (bandiera)  | A     | Mario Šitum        |
| 99 | Italia (bandiera)   | A     | Alfredo Donnarumma |

## Calciomercato

### Sessione estiva(dall'1º/7 all'1º/9)
| Acquisti         | Acquisti           | Acquisti    | Acquisti         |
| R.               | Nome               | da          | Modalità         |
| ---------------- | ------------------ | ----------- | ---------------- |
| P                | Edoardo Borrelli   | Ostia Mare  | definitivo       |
| D                | Davide Veroli      | Cagliari    | prestito         |
| D                | Dimo Krastev       | Fiorentina  | prestito         |
| D                | Luka Krajnc        | Hannover 96 | definitivo       |
| D                | Kevin Miranda      | Sassuolo    | prestito         |
| C                | Marco Pompetti     | Inter       | definitivo       |
| C                | Andrea Oliveri     | Atalanta    | prestito         |
| C                | Luca D'Andrea      | Sassuolo    | prestito         |
| A                | Giuseppe Ambrosino | Napoli      | prestito         |
| A                | Alfredo Donnarumma | Ternana     | prestito         |
| A                | Matteo Stoppa      | Sampdoria   | prestito         |
| Altre operazioni |                    |             |                  |
| R.               | Nome               | da          | Modalità         |
| C                | Andrea Ghion       | Sassuolo    | rinnovo prestito |

| Cessioni | Cessioni           | Cessioni         | Cessioni   |
| R.       | Nome               | a                | Modalità   |
| -------- | ------------------ | ---------------- | ---------- |
| D        | Giorgio Megna      | Cavese           | prestito   |
| D        | Alberto Tentardini | Audace Cerignola | definitivo |
| D        | Pasquale Fazio     | Monopoli         | definitivo |
| D        | Riccardo Gatti     | AlbinoLeffe      | definitivo |
| D        | Luca Martinelli    | Audace Cerignola | definitivo |
| D        | Gabriele Rolando   |                  | svincolato |
| C        | Antonio Cinelli    | Sangiuliano City | definitivo |
| A        | Alessio Curcio     | Casertana        | prestito   |
| A        | Pietro Cianci      | Taranto          | definitivo |

### Sessione invernale(dal 2/1 al 1º/2)
| Acquisti | Acquisti           | Acquisti | Acquisti   |
| R.       | Nome               | da       | Modalità   |
| -------- | ------------------ | -------- | ---------- |
| D        | Matias Antonini    | Taranto  | definitivo |
| C        | Jacopo Petriccione | Crotone  | definitivo |

| Cessioni | Cessioni          | Cessioni   | Cessioni              |
| R.       | Nome              | a          | Modalità              |
| -------- | ----------------- | ---------- | --------------------- |
| D        | Panos Katserīs    | Lorient    | definitivo            |
| D        | Dimo Krastev      | Fiorentina | risoluzione prestito  |
| C        | Francesco Bombagi | Mantova    | definitivo            |
| C        | Nana Welbeck      | Catania    | risoluzione contratto |

## Risultati

### Play-off
| Arbitro: | Sozza (Seregno) |

|                                                    |           |                        |
| Iemmello 26’ 120+2’ Donnarumma 90+6’ Brignola 105’ | Marcatori | 8’ Galazzi 52’ Moncini |

| Arbitro: | Marcenaro (Genova) |

|                         |           |                          |
| Biasci 51’ Brignola 68’ | Marcatori | 14’ Tsadjout 50’ Ciofani |

| Arbitro: | Mariani (Aprilia) |

|                                                  |           |              |
| Vázquez 12’ Buonaiuto 19’ Coda 37’ Sernicola 69’ | Marcatori | 80’ Antonini |

### Coppa Italia

#### Turni eliminatori
| Arbitro: | Cosso (Reggio Calabria) |

|            |           |  |
| Curcio 70’ | Marcatori |  |

| Arbitro: | Minelli (Varese) |

|                                                   |           |                |
| Lovric 9’ Beto 49’ Thauvin 64’ (rig.) Lucca 90+3’ | Marcatori | 12’ Vandeputte |

## Statistiche

### Statistiche di squadra
Statistiche aggiornate al 25 maggio 2024
| Competizione | Punti | In casa | In casa | In casa | In casa | In casa | In casa | In trasferta | In trasferta | In trasferta | In trasferta | In trasferta | In trasferta | Totale | Totale | Totale | Totale | Totale | Totale | DR |
| Competizione | Punti | G       | V       | N       | P       | Gf      | Gs      | G            | V            | N            | P            | Gf           | Gs           | G      | V      | N      | P      | Gf     | Gs     | DR |
| ------------ | ----- | ------- | ------- | ------- | ------- | ------- | ------- | ------------ | ------------ | ------------ | ------------ | ------------ | ------------ | ------ | ------ | ------ | ------ | ------ | ------ | -- |
| Serie B      | 60    | 19      | 9       | 4       | 6       | 34      | 28      | 19           | 8            | 5            | 6            | 25           | 22           | 38     | 17     | 9      | 12     | 59     | 50     | +9 |
| Coppa Italia | -     | 1       | 1       | 0       | 0       | 1       | 0       | 1            | 0            | 0            | 1            | 1            | 4            | 2      | 1      | 0      | 1      | 2      | 4      | -2 |
| Totale       | -     | 20      | 10      | 4       | 6       | 35      | 28      | 20           | 8            | 5            | 7            | 26           | 26           | 40     | 18     | 9      | 13     | 61     | 54     | +7 |

### Andamento in campionato
| Giornata  | 1  | 2 | 3 | 4 | 5 | 6 | 7 | 8 | 9 | 10 | 11 | 12 | 13 | 14 | 15 | 16 | 17 | 18 | 19 | 20 | 21 | 22 | 23 | 24 | 25 | 26 | 27 | 28 | 29 | 30 | 31 | 32 | 33 | 34 | 35 | 36 | 37 | 38 |
| --------- | -- | - | - | - | - | - | - | - | - | -- | -- | -- | -- | -- | -- | -- | -- | -- | -- | -- | -- | -- | -- | -- | -- | -- | -- | -- | -- | -- | -- | -- | -- | -- | -- | -- | -- | -- |
| Luogo     | T  | C | C | F | C | T | C | T | T | C  | T  | C  | T  | C  | T  | C  | T  | C  | T  | C  | T  | C  | T  | C  | C  | T  | C  | T  | C  | T  | T  | C  | T  | C  | T  | C  | T  | C  |
| Risultato | N  | V | V | V | P | N | N | V | V | V  | P  | P  | P  | V  | V  | V  | P  | P  | P  | V  | P  | N  | N  | V  | N  | V  | V  | V  | P  | N  | V  | P  | V  | N  | N  | V  | P  | P  |
| Posizione | 10 | 5 | 3 | 1 | 5 | 4 | 6 | 4 | 3 | 2  | 3  | 5  | 6  | 6  | 3  | 4  | 4  | 6  | 6  | 5  | 7  | 7  | 7  | 6  | 6  | 6  | 6  | 5  | 6  | 6  | 5  | 5  | 5  | 5  | 5  | 5  | 5  | 5  |

Fonte: Lega B
Legenda:

Luogo: C = Casa; T = Trasferta. Risultato: V = Vittoria; N = Pareggio; P = Sconfitta.

### Statistiche dei giocatori
In corsivo i calciatori ceduti a stagione in corso.
| Giocatore      | Serie B  | Serie B | Serie B     | Serie B    | Coppa Italia | Coppa Italia | Coppa Italia | Coppa Italia | Totale   | Totale | Totale      | Totale     |
| Giocatore      | Presenze | Reti    | Ammonizioni | Espulsioni | Presenze     | Reti         | Ammonizioni  | Espulsioni   | Presenze | Reti   | Ammonizioni | Espulsioni |
| -------------- | -------- | ------- | ----------- | ---------- | ------------ | ------------ | ------------ | ------------ | -------- | ------ | ----------- | ---------- |
| G. Ambrosino   | 28       | 3       | 3           | 0          | 0            | 0            | 0            | 0            | 28       | 3      | 3           | 0          |
| M. Antonini    | 13+3     | 3       | 2           | 0          | 0            | 0            | 0            | 0            | 16       | 3      | 2           | 0          |
| T. Biasci      | 36+3     | 11      | 4           | 0          | 2            | 0            | 0            | 0            | 41       | 11     | 4           | 0          |
| F. Bombagi     | 0        | 0       | 0           | 0          | 1            | 0            | 0            | 0            | 1        | 0      | 0           | 0          |
| E. Borrelli    | 0        | -0      | 0           | 0          | 0            | -0           | 0            | 0            | 0        | -0     | 0           | 0          |
| N. Brighenti   | 30+2     | 1       | 10          | 1          | 2            | 0            | 0            | 0            | 34       | 1      | 10          | 1          |
| E. Brignola    | 17+3     | 3       | 1           | 1          | 2            | 0            | 0            | 0            | 22       | 3      | 1           | 1          |
| A. Curcio      | 0        | 0       | 0           | 0          | 2            | 1            | 0            | 0            | 2        | 1      | 0           | 0          |
| L. D'Andrea    | 23       | 0       | 2           | 0          | 2            | 0            | 0            | 0            | 25       | 0      | 2           | 0          |
| A. Donnarumma  | 20+3     | 3       | 0           | 0          | 0            | 0            | 0            | 0            | 23       | 3      | 0           | 0          |
| A. Fulignati   | 37+3     | -55     | 1           | 0          | 2            | -4           | 0            | 0            | 42       | -59    | 1           | 0          |
| A. Ghion       | 21       | 1       | 3           | 0          | 2            | 0            | 0            | 0            | 23       | 1      | 3           | 0          |
| P. Iemmello    | 35+3     | 17      | 3           | 0          | 0            | 0            | 0            | 0            | 38       | 17     | 3           | 0          |
| P. Katseris    | 15       | 0       | 4           | 0          | 0            | 0            | 0            | 0            | 15       | 0      | 4           | 0          |
| L. Krajnc      | 15       | 0       | 2           | 0          | 0            | 0            | 0            | 0            | 15       | 0      | 2           | 0          |
| D. Krastev     | 2        | 0       | 0           | 0          | 1            | 0            | 0            | 0            | 3        | 0      | 0           | 0          |
| K. Miranda     | 10       | 0       | 4           | 1          | 0            | 0            | 0            | 0            | 10       | 0      | 4           | 1          |
| A. Oliveri     | 26+3     | 1       | 4           | 1          | 1            | 0            | 0            | 0            | 30       | 1      | 4           | 1          |
| J. Petriccione | 16+3     | 0       | 5           | 0          | 0            | 0            | 0            | 0            | 19       | 0      | 5           | 0          |
| M. Pompetti    | 29+2     | 1       | 4           | 0          | 2            | 0            | 0            | 0            | 33       | 1      | 4           | 0          |
| S. Pontisso    | 24+3     | 2       | 3           | 0          | 2            | 0            | 0            | 0            | 29       | 2      | 3           | 0          |
| G. Rafele      | 1        | 0       | 0           | 0          | 0            | 0            | 0            | 0            | 1        | 0      | 0           | 0          |
| A. Sala        | 1+1      | -3      | 0           | 0          | 0            | -0           | 0            | 0            | 2        | -3     | 0           | 0          |
| S. Scognamillo | 34+3     | 0       | 15          | 0          | 2            | 0            | 1            | 0            | 39       | 0      | 16          | 0          |
| M. Šitum       | 27       | 1       | 4           | 0          | 2            | 0            | 0            | 0            | 29       | 1      | 4           | 0          |
| D. Sounas      | 32+3     | 3       | 5           | 0          | 2            | 0            | 0            | 0            | 37       | 3      | 5           | 0          |
| M. Stoppa      | 23+3     | 0       | 3           | 0          | 0            | 0            | 0            | 0            | 26       | 0      | 3           | 0          |
| J. Vandeputte  | 36+3     | 9       | 7           | 0          | 2            | 1            | 0            | 0            | 41       | 10     | 7           | 0          |
| D. Veroli      | 28+3     | 0       | 6           | 0          | 1            | 0            | 0            | 0            | 32       | 0      | 6           | 0          |
| L. Verna       | 27+2     | 3       | 2           | 0          | 2            | 0            | 0            | 0            | 31       | 3      | 2           | 0          |
| N. Welbeck     | 0        | 0       | 0           | 0          | 0            | 0            | 0            | 0            | 0        | 0      | 0           | 0          |

## Giovanili
Tratto dal sito ufficiale della società.

### Organigramma
Area direttiva
- Responsabile Gestione Aziendale: Frank Mario Santacroce
- Responsabile Tecnico: Carmelo Moro
- Responsabile Scouting: Gianluca Caracciolo
- Responsabile Area Portieri: Francesco Parrotta
- Responsabile Attività di base: Salvatore Ferreri

Allievi Nazionali Under-16
- Allenatore: Giulio Spader[148]
- Collaboratore tecnico: Simone Mirarchi
- Preparatore dei portieri: Amedeo Amelio
- Preparatore Atletico: Marco De Siena
- Dirigente accompagnatore: Maurizio Bellacoscia

Primavera 3
- Allenatore: Domenico Zito[149]
- Collaboratore tecnico: Francesco Morello
- Preparatore atletico: Domenico Garcea
- Preparatore dei portieri: Francesco Parrotta
- Dirigente accompagnatore: Maurizio Avellone

Giovanissimi Nazionali Under-15
- Allenatore: Mario Pezzano[148]
- Preparatore atletico: Vincenzo Grisolia
- Preparatore dei portieri: Gianfranco Fristachi
- Dirigente accompagnatore: Angelo Tavano, Domenico Cosco

Allievi Nazionali Under-17
- Allenatore: Rosario Salerno[148]
- Collaboratore tecnico: Alfredo Guido
- Preparatore dei portieri: Francesco Parrotta
- Preparatore Atletico: Natalino Cavalcante
- Dirigente accompagnatore: Francesco Lamanna

Giovanissimi Professionisti Under-14
- Allenatore: Massimo Cirillo[148]

Esordienti Professionisti Under-13
- Allenatore: Luigi Gemelli[150][151]

### Piazzamenti
- Primavera 3:
  - Campionato[152]: 5º
    - Play-off: Primo turno
- Allievi Nazionali Under-17:
  - Campionato: 9º[153]
- Allievi Nazionali Under-16:
  - Campionato: 13º[154]
- Giovanissimi Nazionali Under-15:
  - Campionato: 13º[155]
- Giovanissimi Professionisti Under-14:
  - Campionato: 6º[156]
- Esordienti Professionisti Under-13
  - Campionato: 5º[157]